# Bloom Energy
Bloom Energy est une société de services énergétiques américaine qui installe des piles à combustible à oxydes solides dans les locaux d'entreprises tierces puis leur vend l'électricité que ces piles génèrent. Fondée par un chercheur d'origine indienne qui travaillait au départ sur la production d'oxygène sur Mars, la société, basée dans la Silicon Valley, en Californie, a révélé le 24 février 2010 des détails concernant son principal produit, la Bloom Box, une pile à combustible sans platine.

## Production d'hydrogène
La technologie utilisée permettrait de produire de l'électricité ou de l'hydrogène et pourrait être couplée avec des sources d'énergies intermittentes comme des capteurs solaires ou des éoliennes. Cet hydrogène pourrait ensuite être reconverti en électricité ou permettre de ravitailler des véhicules à hydrogène.